# Stefano Landi
Stefano Landi (Roma, 26 de febrero de 1587-Roma, 28 de octubre de 1639) fue un compositor, cantante, intérprete de varios instrumentos y profesor italiano. Supo compaginar las obligaciones religiosas, y su dedicación a la música tanto para la iglesia como para la corte. Es famoso sobre todo porque fue uno de los principales representantes de la Roma musical del período de Urbano VIII, estableciendo la primera ópera Barberini que se conserva: San Alessio.

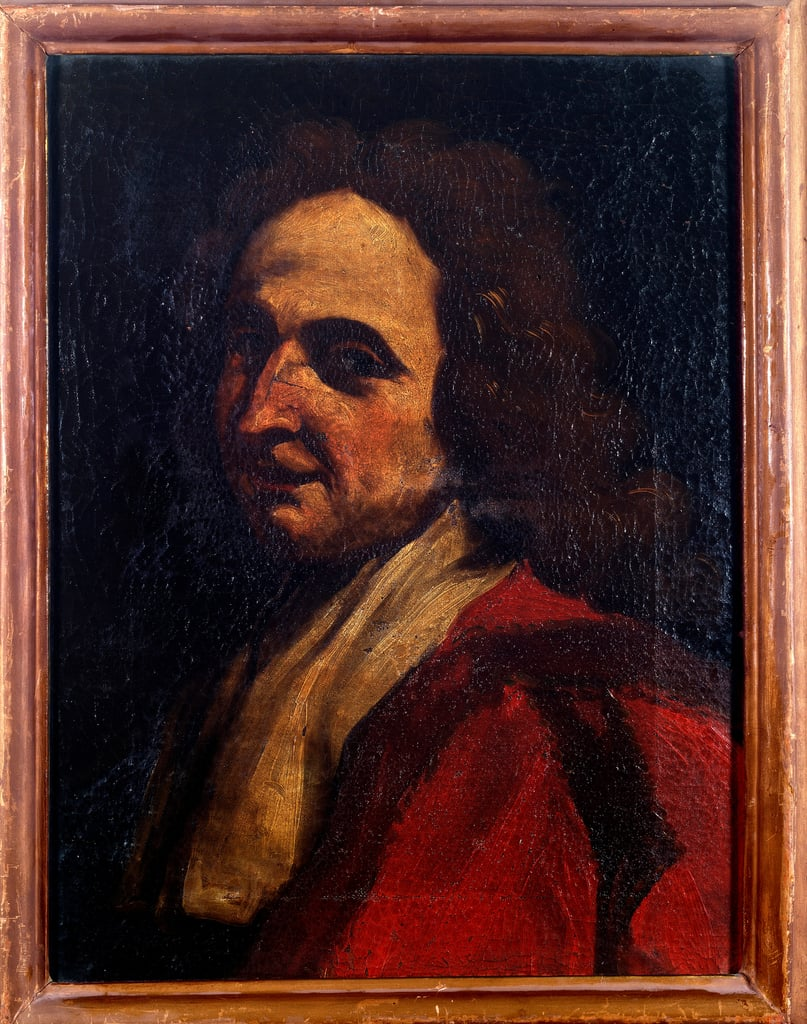
Stefano Landi

## Biografía

### Primeros años
Landi nació en Roma, la capital de los Estados Pontificios, llevando el apellido de su madre Cecilia. Su padre, Matteo Mattei era un zapatero procedente de Siena y murió cuando Landi era aún muy joven. Comenzó su educación en el Collegio Germanico de Roma como cantor soprano, en 1595, de la mano de Asprilio Pacelli, con el que aprendió composición religiosa en el estilo veneciano. En 1602 empezó sus estudios en el Seminario Romano, colegio pontifical, y posiblemente pudo haber sido alumno del compositor Agostino Agazzari, que era maestro de capilla allí. En 1606 Agazzari representó su ópera Eumelio en este lugar, donde pudo ser vista por los jóvenes músicos que allí había, y entre ellos Landi. Hay documentos que indican que hizo algunos trabajos musicales en el tiempo que estuvo en el Seminario Romano, como una pastoral para la época de carnaval en el año 1607. 
Tras defender su tesis en filosofía en ese mismo año, se sabe que Landi se dedicó intensamente a la música. Trabajó en Roma siendo organista en la Iglesia de Santa Maria en Trastevere en 1610, dirigiendo a los cantores del Oratorio del Crocifisso en 1611, y como maestro de capilla en la iglesia de Santa Maria della Consolazione entre 1614 y 1617. La primera composición que publicó fue un motete a tres voces que aparece en una antología de Fabio Constantini en 1616. 
Un tiempo después, Landi se desplaza al norte de Italia donde empezaría a ser músico de cámara. En 1619, en Venecia, publicó su libro de madrigales a cinco voces para Marco Cornaro, obispo de Padua, y cuatro meses después crearía en Padua su primera ópera, La morte d’Orfeo. Es una ópera en estilo de tragicomedia pastoral, en cinco actos y de la que se desconoce el libretista. Probablemente fuese el mismo Landi quien la escribió basándose en la obra La favola d’Orfeo del humanista Angelo Poliziano. Aún se desconoce qué le inspiró o para qué ocasión compuso esta ópera, pero sí se sabe que fue dedicada a Alessandro Mattei, un clérigo o cortesano del entorno del papa Paulo V. La morte d’Orfeo, a diferencia de L’Orfeo de Monteverdi, presenta elementos cómicos.
Su estancia en Padua y Venecia fue muy importante para la configuración de su estilo como compositor, donde pudo tener contacto con los compositores de la Escuela veneciana que aportaron un aire más progresista a su música. 

### Vuelta a Roma: sirviendo a los nepotes
En 1620, Landi regresa a Roma, donde permanecería hasta sus últimos días. En ese mismo año dedicó el primer libro de arias al príncipe Paolo Savelli, duque de Albano (región del Lacio) y gobernador de la armada papal en Emilia. Este libro contiene un conjunto de madrigales que aún no enseñarían la vivacidad de las arias de Landi, doce de los cuales son variaciones estróficas. Aquí encontraríamos piezas para guitarra española, instrumento que éste sabría interpretar. 
A partir de aquí, la carrera de Landi estaría muy relacionada con los nepotes de los papas sucesivos y con el príncipe cardenal Mauricio de Saboya. Antes de su regreso a Roma, en 1619, Landi compuso una obra a tres voces al cardenal Scipione Caffarelli Borghese, nepote de Paulo V, quien comenzó a abrirle las puertas de la ciudad. Cuando Alessandro Ludovisi se convierte en el siguiente papa, Gregorio XV, pasaría a servir al cardenal Ludovico Ludovisi.
En 1623, el cardenal poeta y pensador Maffeo Barberini pasó a ser Urbano VIII, el siguiente papa. Con Urbano VIII comenzaría a surgir un estilo musical claramente romano. Landi trabajaría muy intensamente en proyectos para la familia Barberini, y también para el ya nombrado Mauricio de Saboya. El año 1624 fue un tiempo laborioso para el músico: bajo el seno de Urbano VIII, adquirió cargos religiosos como clérigo de la Basílica de San Pedro y como rector y capellán de su capilla de San Martiniano y San Proceso; al mismo tiempo, Landi también era maestro de capilla de la iglesia de Santa Maria ai Monti de Roma, y compuso su obra Psalmi integri a Mauricio de Saboya. 
En este tiempo, Landi enseñó a su primo Fabio a tocar el arpa, que pasó a ser arpista de la corte de los Médici, y dio clase al castrato Angelo Ferrotti. Ferrotti se puso al servicio de Mauricio de Saboya, y fue enviado a Turín en 1627 para cantar ante la cuñada de éste, el segundo libro de arias de Landi, un conjunto de agradables piezas estróficas. También sirvió como maestro de capilla en la iglesia de San Eustaquio de Roma, que era propiedad de Mauricio de Saboya desde 1621 a 1626. Se sabe que en 1628 compuso Poesie diverse, y el cuarto libro de arias en 1629, pero actualmente no se conservan. 
En noviembre de 1629 entró a la Capilla Sixtina como cantor, internándose en el círculo de los Barberini, aunque mantendría el contacto con Mauricio de Saboya hasta 1636. Ferrotti se convirtió en el castrato del cardenal Francesco Barberini, y allí Landi siguió instruyendo a más jóvenes en distintas áreas de la música, como a Zampetti y a Francesco Manelli, fundador de la ópera veneciana. 

### Diez últimos años de su vida
Aunque técnicamente no era miembro de las casas Barberini, sirvió al papa y a sus nepotes en muchas ocasiones: para la boda de Taddeo Barberini en 1627, Landi compuso la Missa in benedictione nuptiarum; organizó, dirigió y frecuentemente compuso música para las actuaciones festivas de las iglesias de los cardenales Francesco y Antonio Barberini; con Marco Marazzoli y Filippo Vitali, Landi acompañó al cardenal Antonio Barberini cuando fue como enviado a reclamar Urbino para el papado en 1631; y su versión de I pregi di primavera de Ottaviano Castelli, fue representada para Urbano VIII en mayo de 1635 en Castel Gandolfo (Lacio), y le gustó al papa lo suficiente como para repetirla en el Palacio del Quirinal.  
Para el cardenal Francesco Barberini, Landi creó San Alessio en 1631, su segunda ópera y trabajo por el que es más conocido. Es un drama musical sobre la vida de San Alessio. La ópera en Roma del período Barberini solía utilizar tramas con personajes presentados como seres humanos, no mitológicos. Así, numerosas óperas romanas de esta época consisten en historias sobre las vidas de los santos, como es el caso de Sant’Alessio o sobre los poemas épicos históricos de Tasso, Ariosto y Marino. 
Parece que Francesco Barberini ya ideó hacer una representación musical sobre la vida de este santo en 1631, habiendo recibido influencias de otras óperas de temas sagrados, como una sobre la vida de Santa Úrsula y otra sobre la historia de Judith y Holofernes, en Florencia entre los años 1624 y 1625,  o de los espectáculos musicales de Mauricio de Saboya en Roma. Así en ese mismo año, Landi junto a Giulio Rospigliosi en el libreto, que más tarde se convertiría en el papa Clemente IX, creó Sant'Alessio, una ópera en tres actos. Se piensa que en el mismo 1631, la obra se representó en el Palacio Barberini, pero la puesta en escena oficial fue en el año 1632 con la inauguración del teatro Barberini alle Quattro Fontane. Esta sala contaba con 3000 localidades y su construcción formaba parte de la campaña  que los nepotes de Urbano VIII estaban llevando a cabo desde ese mismo año para fomentar la ópera en Roma.
El papel de San Alessio fue interpretado por el castrato Angelo Ferrotti. En esta obra encontramos algunas de las primeras escenas cómicas de la ópera, junto algunas novedades más: la heterogénea agrupación de vientos y cuerdas de la ópera cortesana fue sustituida por una orquesta compuesta por la familia del violín y de otros instrumentos para el bajo continuo, y se empezó a ver una prematura manifestación de lo que sería el aria como momento de introspección del personaje en las décadas posteriores, en lugares donde correspondería que hubiese un recitativo con esa misma función. 
En 1633, Landi pasó a ser diácono de la Basílica de San Pedro. Sant’Alessio volvió a ser representada en 1634, dedicada en esta ocasión al príncipe polaco Alexander Charles, perteneciente a la Casa Real de Vasa. Al estar dividida esta dinastía en dos bandos, uno protestante en Suecia y otro católico en Polonia, en la representación se hicieron varias referencias a la fuerza del catolicismo polaco. 
La salud de Landi comenzó a empeorar en 1635. Se sabe que a consecuencia de esto, Virgilio Mazzocchi, maestro de la Capilla Musical de la Basílica de San Pedro o “Cappella Giulia”, le reemplazó como profesor de los hijos de Francesco Barberini y como organizador de los eventos musicales del mismo. Hay documentos que dicen que en 1637, Landi tenía que recibir curas por sus dolores de cabeza. En ese tiempo se dedicó a recopilar todas sus composiciones dispersas, y publicó en ese mismo año el quinto libro de arias, en 1638 el sexto libro de arias, y en 1639 el séptimo y el octavo, y su primer libro de misas a capela. Los libros séptimo y octavo de arias no se conservan actualmente.
En octubre de 1639, dos días antes de fallecer, Landi hizo su última voluntad; sería el primero en ser enterrado  en la tumba común para los cantores de la Capilla Sixtina en la Chiesa Nuova, conocida como Santa Maria in Vallicella, en Roma. 